# Pantobuthus complicatus
Genre
Espèce
Pantobuthus complicatus, unique représentant du genre Pantobuthus, est une espèce de scorpions de la famille des Buthidae.

## Distribution
Cette espèce est endémique de la province de Djozdjan en Afghanistan. Elle se rencontre vers Dasht-e Leili (en).

## Description
La femelle holotype mesure 73,5 mm.

## Publication originale
- Lourenço & Duhem, 2009 : « Saharo-Sindian buthid scorpions; description of two new genera and species from Occidental Sahara and Afghanistan. » ZooKeys, no 14, p. 37-54 (texte intégral).